# Шалунов, Максим Валерьевич
Макси́м Вале́рьевич Шалуно́в (31 января 1993, Челябинск, Россия) — российский хоккеист, центральный нападающий клуба КХЛ «Локомотив», игрок сборной России. Двукратный обладатель Кубка Гагарина  (2019 года в составе ЦСКА и 2025 года в составе «Локомотива»).

## Карьера
Воспитанник челябинского «Трактора». Начал свою профессиональную карьеру в 2009 году в составе челябинского клуба Молодёжной хоккейной лиги «Белые медведи». В своём дебютном сезоне провёл 7 матчей, в которых набрал 12 (8+4) очков. В 2010 году на драфте КХЛ был выбран в 1 раунде под общим 15 номером «Трактором». В следующем сезоне в 44 матчах набрал 43 (23+20) очка. 5 октября 2010 года в матче против «Югры» дебютировал в Континентальной хоккейной лиге, проведя на площадке больше 11 минут, а 3 января 2011 года в игре с тем же соперником отметился своим первым очком в КХЛ, сделав результативную передачу.
В 2011 году на драфте НХЛ был выбран в 4 раунде под общим 109 номером клубом «Чикаго Блэкхокс».
В 2013 принял участие в предсезонной тренировке «Чикаго Блэкхокс», но не получил места в составе, после чего был отправлен в фарм-клуб АХЛ — «Рокфорд Айсхогс».
19 июня 2014 года «Трактор» обменял права на Шалунова в «Адмирал», а владивостокский клуб спустя месяц отправил игрока в «Сибирь». В сезонах 2015/16 и 2016/17 Шалунов был одним из лидеров атаки «Сибири», набрав в 108 матчах регулярного сезона 67 очков (37+30). 30 апреля 2017 года подписал новый трёхлетний контракт с «Сибирью». В тот же день новые контракты с новосибирским клубом подписали другие ключевые форварды команды Сергей Шумаков и Константин Окулов. На следующий день Шалунов вместе с Шумаковым и Окуловым перешёл в ЦСКА. «Сибирь» получила денежную компенсацию и 21-летнего форварда Александра Шарова.
В первом же сезоне в ЦСКА стал одним из лидеров команды, в 46 матчах регулярного чемпионата набрав 40 очков (20+20) при показателе полезности +28. В плей-офф в первых двух матчах против «Спартака» забросил три шайбы, но затем в 15 матчах против «Спартака», «Йокерита» и «Ак Барса» не забил больше ни разу, сделав лишь две передачи. ЦСКА в финале конференции проиграл «Ак Барсу» (1-4).
В сезоне 2018/19 набрал 25 очков (14+11) в 55 матчах регулярного чемпионата при показателе полезности +21, а в победном для ЦСКА плей-офф — 10 очков (3+7) в 20 матчах. В финальной серии против «Авангарда» (4-0) набрал одно очко за результативную передачу во втором матче.
В сезоне 2019/20 сумел в точности повторить статистику предыдущего сезона — 25 очков (14+11) в 54 матчах регулярного чемпионата.
В августе 2021 перешёл в ярославский «Локомотив».
12 октября 2024 года в игре против «Сочи» набрал своё 300-е очко в регулярных сезонах КХЛ.
21 мая 2025 года забросил победную шайбу в овертайме пятого матча финала против «Трактора» и принёс «Локомотиву» первый в истории Кубок Гагарина.

### В сборной
В составе сборной России Максим Шалунов принимал участие в юниорском чемпионате мира 2010 года, на котором россияне сумели занять только 4-е место, а сам Максим набрал 4 (3+1) очка в 7 проведённых матчах. На следующем первенстве мира сборная страны стала бронзовым призёром, а Шалунов отметился 3 (2+1) результативными баллами в 6 матчах.
В составе сборной России принимал участие в молодёжном чемпионате мира, на котором команда завоевала бронзовые медали, а Максим набрал 2 (0+2) очка в 6 проведённых матчах.
Участник чемпионата мира 2018 года, набрал на турнире 6 очков (3+3), забросив по шайбе в матчах против Франции, Белоруссии и Словакии на групповом этапе.

## Достижения
- Обладатель Кубка Гагарина (2): 2019 (ЦСКА), 2025 (Локомотив)
- Бронзовый призёр Юниорского чемпионата мира (2011).
- Бронзовый призёр Молодёжного чемпионата мира (2013).
- Участник матча звёзд КХЛ: 2017, 2022.

## Статистика
| Легенда | Легенда                    | Легенда | Легенда                   | Легенда | Легенда    |
| ------- | -------------------------- | ------- | ------------------------- | ------- | ---------- |
| И       | Количество проведённых игр | Штр     | Штрафное время            | +/−     | Плюс-минус |
| Г       | Голы                       | П       | Голевые передачи          | О       | Очки       |
| -       | Статистика неизвестна      | —       | Статистика не учитывалась |         |            |